# Валтер Нернст
Валтер Херман Нернст (Вомбжежно, 25. јун 1864 — Њивица, 18. новембар 1941) је био немачки физички хемичар који је познат по својим теоријама о хемијским сродствима као што је обухваћено у Трећем закону термодинамике, због чега је добио 1920. године Нобелову награду за хемију.